# Béla Bulla
Béla Bulla (ur. 1906, zm. 1962) – węgierski geograf. Od 1941 roku profesor na uniwersytecie w Budapeszcie, od 1955 członek Węgierskiej Akademii Nauk. Autor prac z geomorfologii i podręczników z geografii fizycznej Węgier.